# 本多静雄
本多 静雄（ほんだ しずお、1898年（明治31年）1月5日 - 1999年（平成11年）5月6日）は、愛知県西加茂郡上郷村（現・豊田市）出身の実業家、陶芸研究家。愛知工業大学教授。猿投古窯跡を発見した功績で知られる。

## 経歴

### 青年期

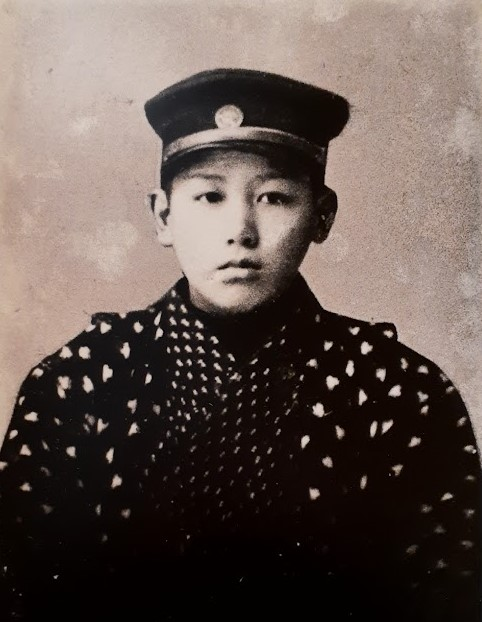
愛知県立工業学校1年時

1898年（明治31年）1月5日、愛知県西加茂郡上郷村花本（現・豊田市花本町）に生まれた。父は本多松三郎、母はちかであり、静雄は次男だった。
11歳だった1909年（明治42年）、宇佐美一夫の娘である7歳の宇佐美美恵と見合いし、美恵は静雄の許嫁となった。1910年（明治43年）に西加茂郡猿投第二尋常高等小学校（現・豊田市立青木小学校）を卒業し、1915年（大正4年）3月に愛知県立工業学校（現・愛知県立愛知工業高校）を卒業すると、同年4月には東京・神田の私立東京中学校（現・東京高等学校）に編入した。東京中学校の同級生には、日本初の夜間航空灯台の設置に尽力した小堀春樹らがいる。東京中学校卒業後には第八高等学校（現・名古屋大学）に入学した。
1920年（大正9年）に宇佐美美恵と結婚し、同年に京都帝国大学に入学した。1924年（大正13年）に京都帝国大学工学部電気工学科を卒業し、逓信省に入省して工務局に配属された。
1941年（昭和16年）には興亜院技術部長に就任し、1942年（昭和17年）には技術院第一部長に就任した。1943年（昭和18年）には45歳で技術院を退官すると、故郷の西加茂郡猿投村平戸橋（現・豊田市平戸橋町）に転居し、田舎家「青隹居」をアトリエ兼研究拠点として使用した。この頃には陶芸家の加藤唐九郎に出会い、陶芸に関心を抱くようになった。

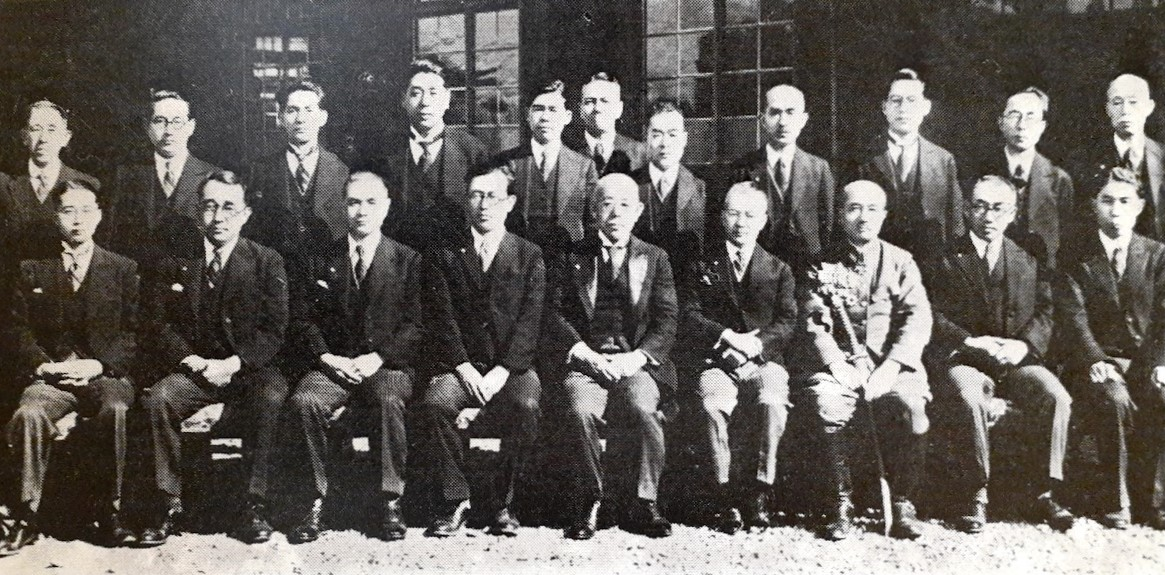
1942年の技術院創立記念写真（前列左から4番目が本多）

### 戦後の活動

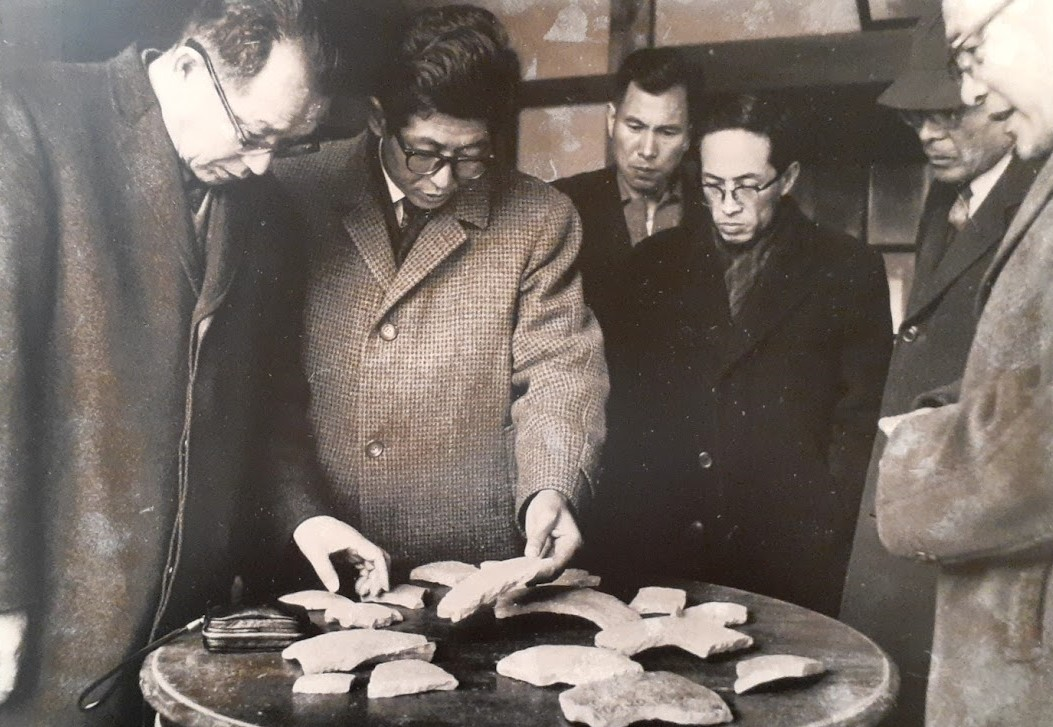
1954年の猿投古窯発見時（左端が本多）

終戦直後の1945年（昭和20年）12月、東京・駒場の日本民藝館で民藝運動の提唱者である柳宗悦に出会った。1946年（昭和21年）には日本陶磁協会が実施した小長曽陶器窯跡の発掘調査に参加した。
1947年（昭和22年）には電気通信協会名古屋支部長に就任し、1954年（昭和29年）には日本電話施設株式会社を創業して社長に就任した。1957年（昭和32年）には愛知用水の工事が開始されたが、本多が古窯跡の出土品に灰釉陶器片を発見したことがきっかけで猿投古窯の発見につながった。なお、1954年（昭和29年）には名古屋電気短期大学教授に就任し、1960年（昭和35年）には愛知工業大学教授に就任している。
1964年（昭和39年）には名古屋電気通信技術学校の校長に就任した。同年には郵政事業の功労によって紺綬褒章を受章し、1965年（昭和40年）には藍綬褒章を受章している。1969年（昭和44年）5月には愛知音楽エフエム放送（エフエム愛知）を設立して初代社長に就任し、1977年（昭和52年）には愛知音楽エフエム放送会長に就任した。
陶芸研究家を本業とする一方で、陶製狛犬の熱心な収集家でもあった。愛知県における陶磁器博物館の設立に尽力し、1973年（昭和48年）に瀬戸市に愛知県陶磁資料館（現・愛知県陶磁美術館）が開館した際には自身の陶製狛犬のコレクションを寄贈した。1983年（昭和58年）の豊田市民芸館設立にも尽力し、やはり自身が収集した狛犬を寄贈している。その他にも、挙母町の挙母神社や越戸町の灰宝神社など、豊田市内各地に狛犬を寄進している。
洋画家の杉本健吉と交流があったことで、1987年（昭和62年）に知多郡美浜町に杉本美術館が開館した際には初代館長に就任した。本多は桜の開花時期に自邸で花見会を開催していたが、杉本は毎年特別席に招待していた。

### 晩年
1973年（昭和48年）には勲二等瑞宝章を受章した。1977年（昭和52年）には博物館明治村による土川元夫賞を受賞した。1977年（昭和52年）には豊田市名誉市民に推挙された。1988年（昭和63年）には中日新聞社による中日文化賞を受賞した。「日本の陶芸、とくに鎌倉期以前のものの保存と研究に貢献」したと評価されている。
1999年（平成11年）に自邸で開催された花見会には病院を抜け出して出席した。同年5月6日、豊明市の藤田保健衛生大学病院で死去した。101歳だった。墓所は豊田市花本町の光明寺。

### 死後
2016年（平成28年）4月、豊田市平戸橋町の旧本多静雄邸敷地が民芸の森として一般公開された。

## 永仁の壺事件

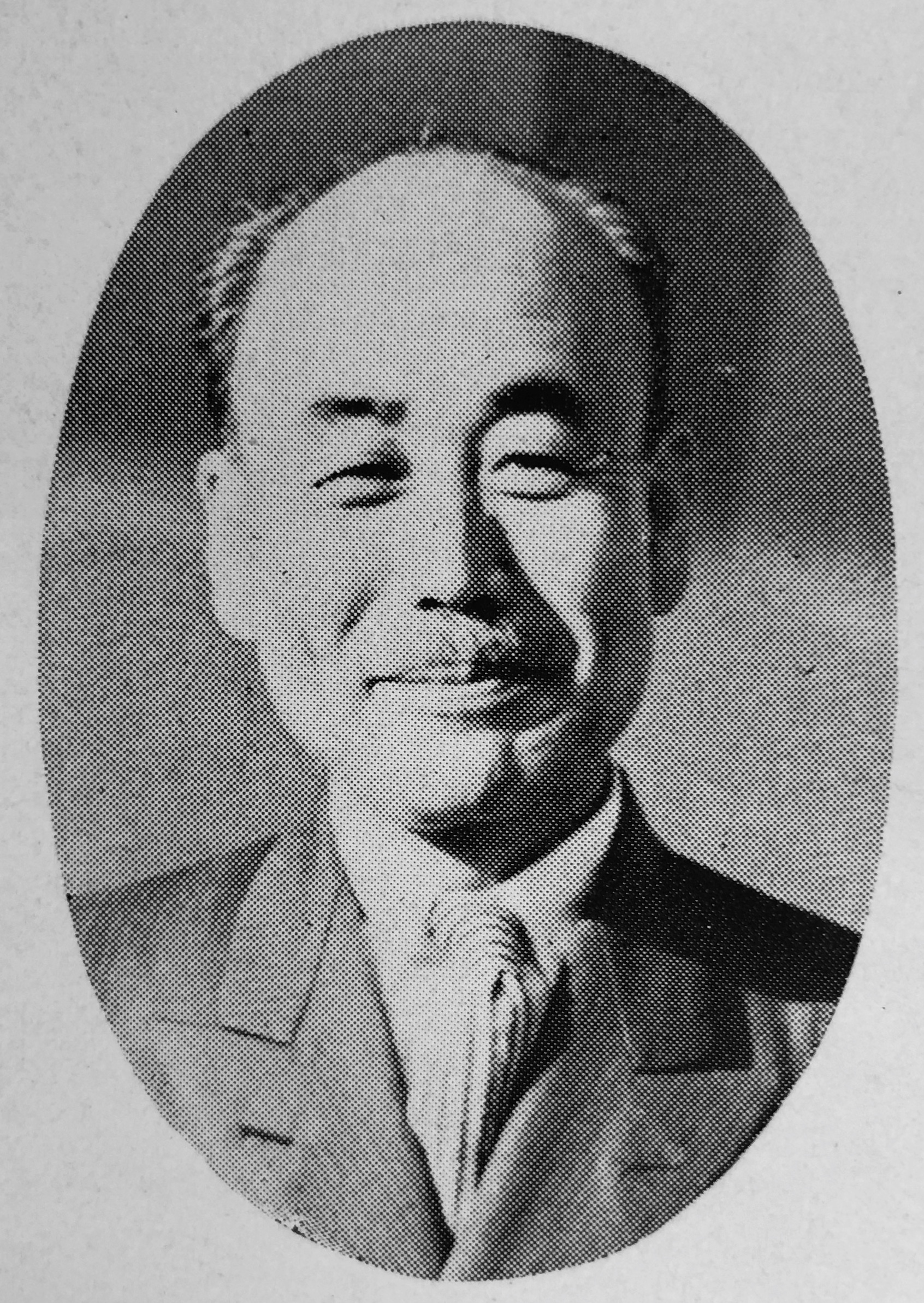
加藤唐九郎

本多は陶芸家兼古瀬戸研究家の加藤唐九郎と親交があった。
1950年（昭和25年）、加藤が発掘した陶片をつなぎ合わせて復元したという「陽刻蓮弁文花瓶」を10万円で購入した。この花瓶の制作年代に疑問を持った本多は、周囲に「これと類似の陶片があったら知らせてほしい」と呼びかけ、これが猿投窯の発見につながることになった。1960年（昭和35年）には永仁の壺事件が表面化し、陽刻蓮弁文花瓶も永仁の壺同様に加藤による贋作であったことが判明したが、本多は「わしはだまされた。古瀬戸の逸品かと思った」としながらも、「この花瓶は唐九郎窯の作品として後世に伝えたい」として所持し続けた。
永仁の壺事件が表面化した際に、丸栄百貨店社長の川崎音三とともに、永仁の壺を当時の所有者であった深田雄一郎から買い取っている。文部省が永仁の壺の重要文化財指定を取り消さなかった場合には、陶磁史を正すために自分たちで打ち砕いてしまうつもりであったという。永仁の壺は川崎が所有し、川崎の没後は本多の手に移ったのちに、加藤唐九郎没後の1987年（昭和62年）、加藤の旧宅に置かれた財団法人翠松園陶芸記念館（本多が理事長をつとめていた）に寄贈された。

## 受章・受賞
受章
- 1964年（昭和39年） - 藍綬褒章
- 1965年（昭和40年） - 紺綬褒章

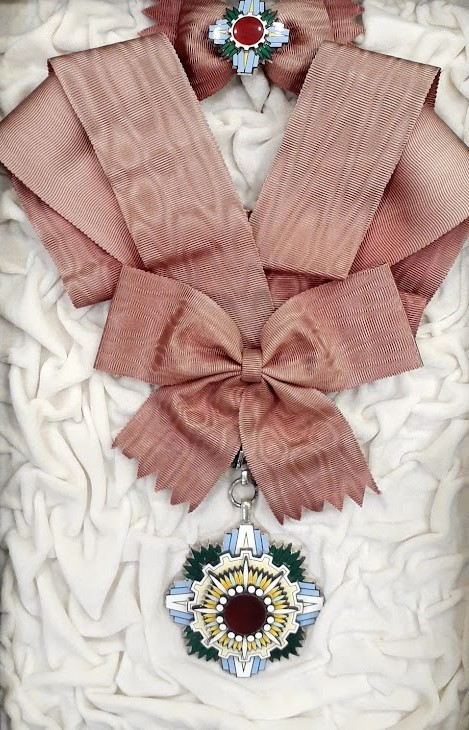
豊田市名誉市民章

- 1973年（昭和48年） - 勲二等瑞宝章

受賞
- 1977年（昭和52年） - 豊田市名誉市民
- 1985年（昭和60年） - 小山富士夫記念賞
- 1988年（昭和63年）5月 - 中日文化賞

## 役職
- 1941年（昭和16年） - 興亜院 技術部長
- 1942年（昭和17年） - 技術院 第一部長
- 1954年（昭和29年） - 名古屋電気短期大学 教授
- 1960年（昭和35年） - 愛知工業大学 教授
- 1964年（昭和39年） - 名古屋電気通信技術学校 校長
- 1969年（昭和44年）5月 - 愛知音楽エフエム放送株式会社 取締役社長
- 1972年（昭和47年） - 日本民藝協会 理事
- 1973年（昭和48年） - 名古屋技術倶楽部 会長
- 1974年（昭和49年）6月 - 株式会社エフエム愛知 取締役社長
- 1974年（昭和49年） - 愛知県公安委員長
- 1976年（昭和51年） - 財団法人翠松園陶芸記念館 理事長
- 1977年（昭和52年） - 株式会社エフ・エム愛知 取締役会長
- 1987年（昭和62年）3月 - 財団法人杉本美術館 館長

## 家族

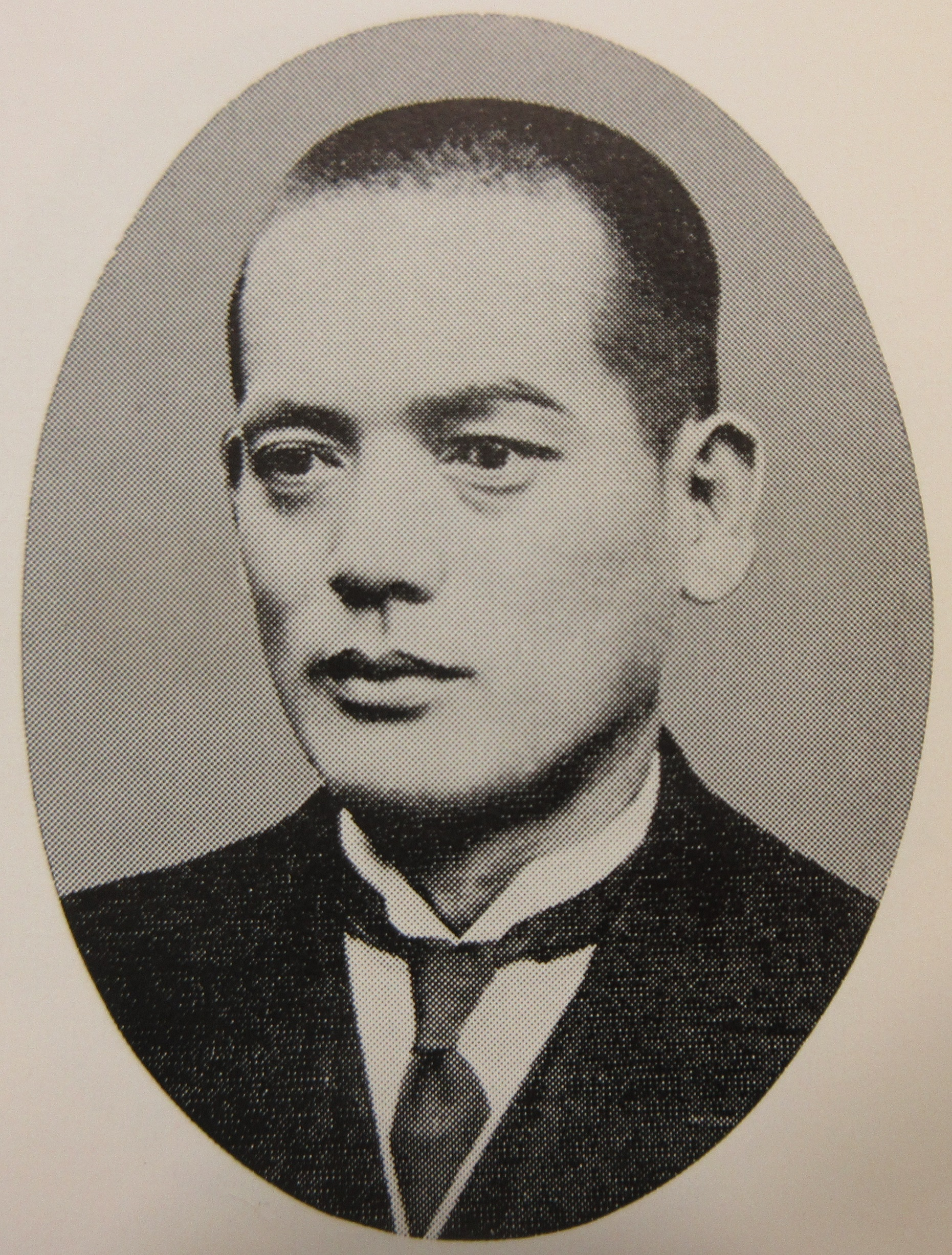
兄の本多鋼治

衆議院議員や愛知県会議長を務めた政治家の本多鋼治は兄。文芸評論家の本多秋五は弟。弟の本多秋五とともに豊田市に蔵書を寄贈しており、豊田市中央図書館の一角に本多兄弟文庫が設置されている。
東北大学電気通信研究所教授・名古屋大学工学部教授・名古屋商科大学教授・豊橋技術科学大学長の本多波雄は息子。

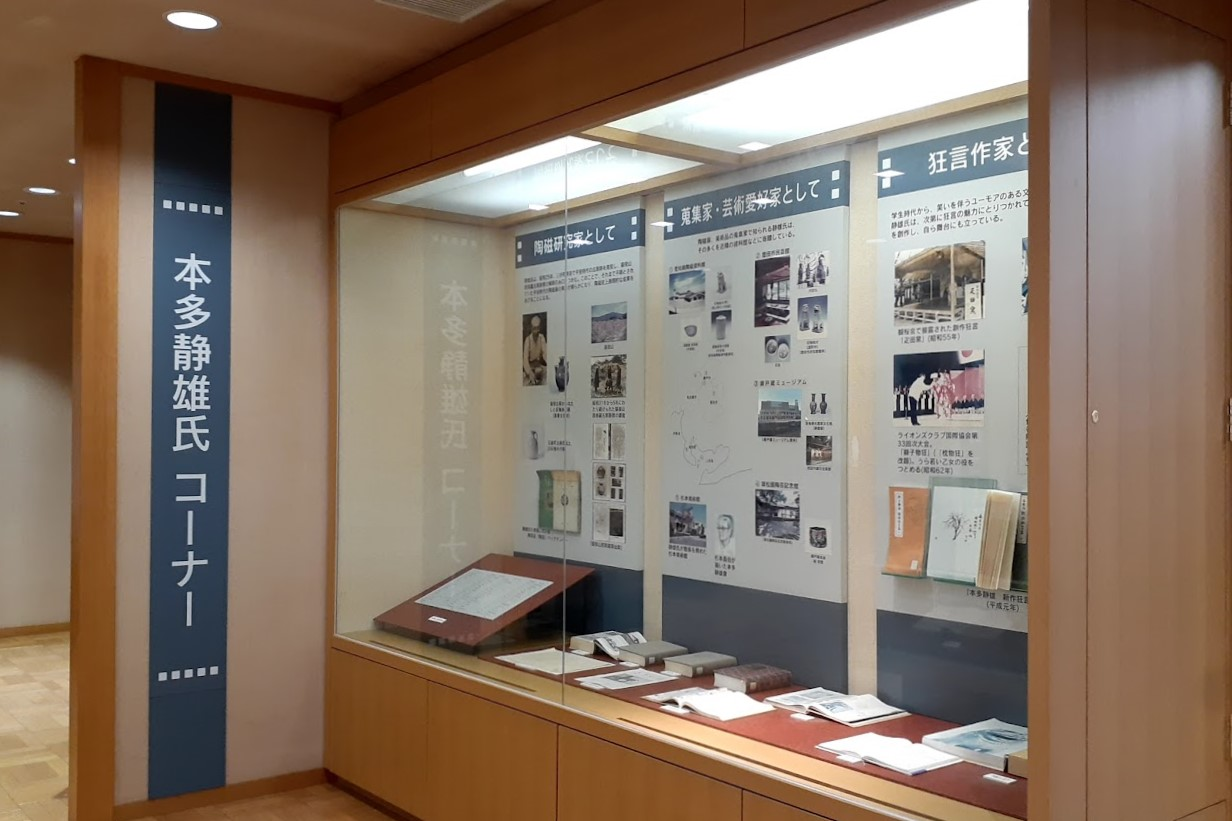
本多兄弟文庫

## 著書

### 単著
- 『愛知県猿投山西南麓古窯址群』日本陶磁協会、1957年
- 『シカン坊物語』電経新聞社、1968年
- 『幻の壷 古窯百話』淡交社、1969年
- 『陶磁のこま犬』求竜堂、1976年
- 『青隹愛蔵帳 本多静雄対談集』創樹社美術出版、1983年
- 『青隹自伝』全3巻 通信評論社、1984年～1991年
- 『青隹選外集』電気通信協会東海支部、1985年
- 『青隹選集』電気通信協会東海支部、1985年
- 『本多静雄新作狂言集』日本陶磁協会、1989年
- 『民芸彷徨』矢作新報社、1990年
- 『白寿棋譜』電気通信協会東海支部、1996年
- 『愛陶百寿』里文出版、1997年
- 『百寿棋譜』電気通信協会東海支部、1998年

### 共編著
- 本多静雄、上野鷹之助共著『担当区評判記』陸奥、1974年
- 本多静雄、堀江勤之助共編『繪入狂言記図説 嘉永元年版』名古屋民芸協会、1989年
- 編著『男の生き方 田淵寿郎伝』風媒社、1990年

### 翻訳
- サー・ローランド・ヒル、ジョージ・バークベック・ヒル『サー・ローランド・ヒルの生涯とペニー郵便の歴史』逓信協会 1988